# サツキメイ
サツキメイは、日本のコラムニスト、占い師である。西洋占星術とタロットを主な占術とする。音楽雑誌のライターやグラフィックデザイナーを経て、2008年に占い師としての活動をスタートした。占いブロガーとして2010年頃から活動が見られ、2013年から雑誌やウェブメディアでの執筆活動を開始した。 
主な執筆歴としては、マガジンハウスan・an、マイナビウーマン、anなどがある。